# Vindonio Anatolio
Vindonio Anatolio de Beirut o Vindonio Anatolio Bercio, también conocido como Vindanio o Vindanionio, fue un autor griego del siglo IV, y puede ser idéntico al prefecto pretoriano de Iliria mencionado por Amiano Marcelino.
Fue el autor de una "colección de prácticas agrícolas" basada en numerosos autores anteriores, entre ellos Julio Africano, pseudo-Demócrito, pseudo-Apuleius, Quinctilio, Florentino y Tarentino. Salvo algunos  fragmentos, la obra de Vindonio se ha perdido. Entre las pruebas de su contenido se incluyen:
- Fue la fuente principal de la obra del siglo VI Eclogae de re rustica, de Casiano Baso, que también se ha perdido, pero que fue extractada en la Geopónica, un texto del siglo X que se conserva.
- Focio incluyó una reseña de la obra de Vindonio en su Bibliotheca (códice 163).
- En los siglos VI o VII se realizó una traducción al siríaco, y en los siglos IX y X se hicieron traducciones al árabe y al armenio.
- Se conserva una página de la obra original en el MS B.N.Gr. 2313 f. 49v de la Bibliothèque Nationale.